# Bonnendag
Een bonnendag wordt in diverse media in Nederland omschreven als een dag waarop een agent zo veel mogelijk bekeuringen uitschrijft om te kunnen voldoen aan zijn of haar persoonlijk bonnenquotum. Het quotum is vastgelegd in het Landelijk Kader Nederlandse Politie 2003-2006, in de volksmond ook wel 'prestatiecontract' genoemd. Dit is een afspraak tussen de gezamenlijke korpsbeheerders van de 26 politiekorpsen en de toenmalige ministers Johan Remkes van Binnenlandse Zaken en Piet Hein Donner van Justitie.
Ofschoon het kabinet bij monde van Minister van Binnenlandse Zaken Johan Remkes heeft aangegeven dat er geen quota voor bekeuringen worden opgenomen in het prestatiecontract voor 2007 en 2008 is het voor leidinggevenden een belangrijke en meetbare norm geworden.